# Pluvault
Pluvault foi uma antiga comuna francesa na região administrativa da Borgonha-Franco-Condado, no departamento de Côte-d'Or. Estendia-se por uma área de 3,46 km². Em 2010 a comuna tinha 517 habitantes (densidade: 149,4 hab./km²).
Em 1 de janeiro de 2019, passou a fazer parte da nova comuna de Longeault-Pluvault.